# Oscar Larroca (artista)
Oscar Larroca (Montevideo, 21 de octubre de 1962) artista visual, profesor y ensayista uruguayo, activo desde 1981.

## Biografía
Ha expuesto de forma individual en su país y en Nueva York, París, Barcelona, Viena y Buenos Aires. Además ha participado en muestras colectivas entre las que se destaca la “V Bienal Americana de Artes Gráficas” realizada en el Museo La Tertulia (Cali - Colombia), en la que expone junto a: Chuck Close, Jim Dine, Luis Caballero, Liliana Porter, Antonio Seguí, Rafael Canogar y José Gamarra.
Obtuvo Primeros Premios en Uruguay:
- 1981, 1.er. Premio Artistas Plásticos Jóvenes.
- 1995, 1.er. Premio Beca Fundación Banco Pan de Azúcar.
- 2000, Primer Premio, categoría dibujo en el “8º Salón Bienal Primavera de Salto”. Salto, Uruguay.
- 2006, Primer Premio en el certamen “Miradas”. Clínica Echagüe. Montevideo, Uruguay.

Y dos Primeros Premios en el ámbito internacional:
- 1997, L'aigle de Nice, Niza, Francia.
- 1999, “Primer Premio a la Obra Gráfica Contemporánea”. “IV Saló Internacional d' Arts Plàstiques Acea's - BCN, '99”. Barcelona, España.

En 1986 fue elegido por el Museo Nacional de Artes Visuales de Uruguay para representar a su país en el Certamen Internacional de Artes Plásticas de Cagnes-sur-Mer, Francia.
En marzo de 1986, presentó la muestra "Espejos... a veces" en el Palacio Municipal de Montevideo. Sin embargo, el intendente Jorge Luis Elizalde decidió censurar la exposición, con el apoyo de varios líderes políticos, por considerarla pornográfica. La muestra se expuso finalmente en octubre de 1986 en la Biblioteca Nacional.
En 1999 recibió los Títulos de “Académico Correspondiente” y “Caballero Académico”, otorgados por la “Academia Internazionale Greci-Marino de las Letras, Artes y Ciencias” de Vinzaglio-No, Italia.
Dirigió varias performances, entre las que se destaca “AB-OVO” junto a la modelo rusa Julia Anochina, en la Asociación Catalana de Entidades Artísticas de Barcelona, en 2001. Junto al escritor Carlos Rehermann trabajó en la mencionada serie donde Larroca se ocupó de la imagen visual y Rehermann de los textos poéticos (2000). En el año 2003 recibe la “Medalla de Honor” de parte de la “Société Académique d'Éducation et d'Encouragement,  Arts - Sciences - Lettres” (París), en reconocimiento a su trabajo artístico.
Sus ensayos se han publicado en El País Cultural de Montevideo. En 2004 publicó el libro de ensayos La mirada de Eros: aproximación a la temática erótica en las artes visuales y otros ensayos vinculados a la creación artística. Este trabajo fue seleccionado por la Cámara Uruguaya del Libro como finalista para la obtención del premio Bartolomé Hidalgo en la categoría “Revelación”. En 2007 publicó La Suspensión del tiempo: acercamiento a la filosofía de Manuel Espínola Gómez, trabajo que obtuvo en 2009 la primera mención honorífica en los Premios Literarios anuales del MEC.
Es director de la revista de artes visuales La Pupila, de distribución en Uruguay y Argentina.
En 2011 recibe el Premio Figari del Banco Central del Uruguay en reconocimiento a su trayectoria como artista visual. En 2016, el Premio Morosoli de Plata otorgado por la Fundación de Artes y Letras "Lolita Ruibal".
En 2023, recibió la Plaqueta Virgen del Pintado a la trayectoria otorgada por la Iglesia Católica del Uruguay.

## Obras
- Bienal de dibujo y grabado. Catálogo de la exposición. Cali,  Colombia, 1986.
- Arte uruguayo y otros. Ángel Kalenberg. Ed. Galería Latina, Montevideo, 1991.
- Historias de la vida privada en el Uruguay (vol. 3. AA.VV. Ed. Taurus. 1998.
- Index art 2000. BCN Art directe. Barcelona, España. 2000.
- 100 Contemporary Artists. Ed. World of Art Books, Estocolmo, 2003. ISBN 9189685059
- La mirada de Eros. Hache Editores, Montevideo, 2004.
- La suspensión del tiempo: acercamiento a la filosofía de Manuel Espínola Gómez. Ediciones Cisplatina, Montevideo, 2007 ISBN/ISSN 9789974962354/ 9975962358.
- Bisagras y simulacros: ensayos escogidos (1997-2015). Estuario, Montevideo, 2016. ISBN: 978-9974-720-47-3